# Monossido di cloro
Il monossido di cloro è un ossido di cloro con formula ClO.
Gioca un ruolo importante nel meccanismo di buco nell'ozonosfera. Nella stratosfera, il cloro reagisce con le molecole di ozono formando monossido di cloro e ossigeno, che a loro volta combinato con l'ossigeno forma cloro. In questo modo si crea una reazione a catena che trasforma tutto l'ozono in ossigeno.
{\displaystyle {\ce {Cl + O3 -> ClO + O2}}}
{\displaystyle {\ce {ClO + O -> Cl + O2}}}
L'ossigeno libero (O) si trova naturalmente nello strato di ozono in quanto parte delle reazioni naturali che portano alla formazione stessa dell'ozono. Si osserva che la reazione risultante complessiva è la seguente:
{\displaystyle {\ce {O3 + O -> 2O2}}}
Il cloro è quindi solamente un catalizzatore che si rigenera ad ogni ciclo e promuove la conversione di altro ozono in ossigeno biatomico.